# Karl Mai (Politiker)
Karl Mai (* 11. Juli 1909; † 1. November 1993) war ein deutscher Kommunalpolitiker der CDU.

## Werdegang
Mai war von 1948 bis zu seiner Pensionierung im Jahr 1975 Bürgermeister bzw. nach Erhebung zur Großen Kreisstadt Oberbürgermeister der baden-württembergischen Stadt Bietigheim. Der Beginn seiner Amtszeit war gekennzeichnet von der Wohnungsnot der Nachkriegsjahre. Die Gründung der Bietigheimer Baugenossenschaft schuf zahlreiche neue Wohnungen in der Stadt. Mit dem Bau von Kindergärten, Schulen und Sportanlagen wurde später die Infrastruktur der Stadt verbessert. Zwischen 1962 und 1971 wurden Partnerschaften mit den Städten Kusatsu (Japan), Sucy-en-Brie (Frankreich) und Surrey Heath (Großbritannien) geschlossen.

## Ehrungen
- 1968: Verdienstkreuz 1. Klasse der Bundesrepublik Deutschland
- 1975: Ehrenbürger der Stadt Bietigheim-Bissingen (anlässlich seiner Verabschiedung)
- 1979: Verdienstmedaille des Landes Baden-Württemberg
- 1988: Benennung der Karl-Mai-Allee in Bietigheim-Bissingen